# Rafael Areñas Tona
Rafael Areñas Tona (Barcelona, 1883-Barcelona, 1938) fue un fotógrafo, pintor y escenógrafo español.

## Biografía
Nació en 1883 en Barcelona. Areñas, considerado uno de los fotógrafos más notorios de la Ciudad Condal en su época, falleció en 1938 en su ciudad natal. Sus fotografías aparecieron publicadas en revistas como Feminal, donde contribuyó con muchas instantáneas de bodas. Areñas, que además de la fotografía también cultivó la pintura y la escenografía, era hijo de otro fotógrafo del mismo nombre.